# Cao Wei
Il regno Cao Wei (曹魏T, Cáo WèiP, 220-265) fu uno dei regimi che controllarono la Cina durante il periodo dei Tre Regni.

## Le origini

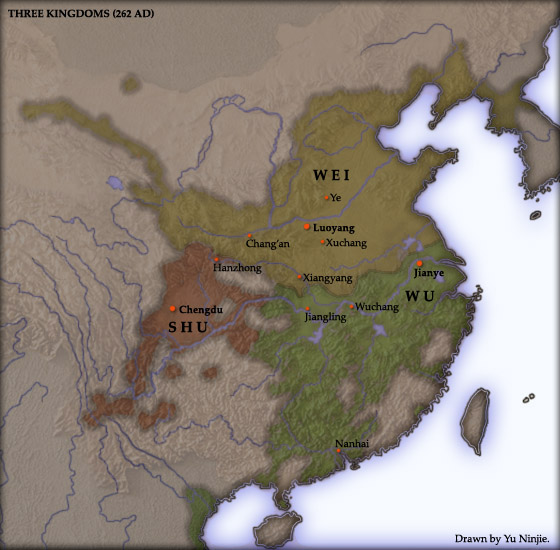
I Tre Regni, con Wei (in alto) nel III secolo d.C.

Nell'anno 184 d.C. la Cina fu sconvolta da una rivolta di natura religiosa, nota come "rivolta dei Turbanti Gialli". Il regno, fino ad allora sotto la dinastia Han, vacillò. Da questo caos emersero grandi condottieri, tra cui Cáo Cāo (cinese: 曹操, pinyin: Cáo Cāo) e i due cugini Xiahou Dun e Xiahou Yuan, che si riunirono per difendere il paese e la dinastia imperiale da questa ribellione.
Dopo la sconfitta riportata dai Turbanti Galli e la morte del loro leader, Zhang Jiao per malattia, vi fu un momento di tregua per la Cina. Il caos scoppiò di nuovo nel 190. Il consigliere dell'imperatore Dhong Zhuo prese il potere e proclamò la tirannia, ma uno dei pochi uomini ancora fedeli all'imperatore, Yuan Shao, assieme ad altri condottieri, fra cui Cao Cao, diede vita a una coalizione per contrastare il tiranno.
Lo scontro principale si svolse nella battaglia del cancello di Hu Lao: non si sa molto su come si svolse lo scontro a cui parteciparono grandi condottieri (tra cui Lu Bu, Guan Yu, Sun Jian e Cáo Cāo), ma alla fine Dong Zhuo fu costretto alla ritirata. Fu poi assassinato dal figlio adottivo Lü Bu e dall'ancella Diao Chan.
Wei riuscì intanto ad annettersi anche il territorio nei pressi di Chang Han. E così, il sogno di Cáo Cāo di unificare la Cina sotto la sua dinastia sembrò prendere piede. Nel 200, le mire espansionistiche di Cáo Cāo sulla piana centrale andarono a urtare con quelle di Yuan Shao. Lo scontro decisivo si ebbe nella battaglia di Guandu (200), dove Yuan Shao assalì le forze di Cáo Cāo, subendo però gravi perdite. Si ritirò (probabilmente a Bei Ping) e morì di malattia.
La piana centrale era ora sotto il dominio di Cáo Cāo, che controllava tutta la parte settentrionale della Cina, che però non comprendeva il deserto del Gobi. Proprio mentre il regno di Wei stava per essere riconosciuto ufficialmente dalla dinastia Han, Cáo Cāo morì di malattia (220).
Sul trono di Wei salì il figlio di Cáo Cāo, Cao Pi (pronunciato Tsao Pi), che fu il primo imperatore di Wei, e dal fidato consigliere Sima Yi. Il regno durò a lungo e fu prospero.

## Storia
Durante il declino della dinastia Han, la parte settentrionale della Cina passò sotto il controllo di Cáo Cāo, segretario imperiale dell'ultimo imperatore Han. Nel 213, ricevette il nome di ‘'Wei Gong'’ (Duca di Wei) e annesse dieci città al suo territorio. Questa area venne chiamata ‘'Stato di Wei'’.
A quel tempo, la parte meridionale della Cina era già divisa in due aree controllate da due signori della guerra (il Regno di Shu e il Regno di Wu).
Nel 216, Cáo Cāo fu promosso "Wei Wang" (Principe/Re degli Wei).
Nel 220, Cáo Cāo morì e suo figlio Cao Pi gli succedette al titolo di Wei Wang e divenne segretario imperiale. L'anno dopo, Cao Pi afferrò il trono imperiale e proclamò la fondazione della dinastia Wei, ma Liu Bei del Regno di Shu immediatamente contestò la sua ascesa al trono, e Sun Quan del Regno Wu seguì il suo esempio nel 222.
Il regno Wei conquistò il Regno di Shu nel 263. Poco dopo, nel 265, la dinastia Wei venne rovesciata dall'ultimo segretario imperiale, Sima Yan, nipote di Sima Yi, che fondò la dinastia Jìn.
La capitale del regno Wei fu posta a Luoyang.

## Figure importanti
Figure importanti del regno Wei furono:
- Cáo Cāo
- Xiahou Dun
- Xiahou Yuan
- Dian Wei
- Cao Pi
- Zhang Liao
- Sima Yi
- Xu Zhu
- Cao Ren
- Xu Huang
- Pang De
- Zhang He
- Yue Jin
- Yu Jin
- Zhen Ji
- Cao Zhi
- Li Dian
- Man Chong
- Xun You
- Xun Yu
- Chen Qun
- Han Hao
- Guo Jia
- Cheng Yu
- Sima Shi
- Sima Zhao
- Sima Yan
- Deng Ai
- Wuqiu Jian
- Zhong Hui